# Житловка
Житловка (укр. Житлівка) — посёлок в Кременском районе Луганской области Украины, в составе Кременского горсовета. Расположен на реке Красная.
Занимает площадь 1,7 км². Население по переписи 2001 года составляло 898 человек.